# São Francisco do Guaporé
São Francisco do Guaporé är en kommun i Brasilien.   Den ligger i delstaten Rondônia, i den centrala delen av landet, 1 700 km väster om huvudstaden Brasília. Antalet invånare är 16 019.
I omgivningarna runt São Francisco do Guaporé växer i huvudsak städsegrön lövskog. Trakten runt São Francisco do Guaporé är nära nog obefolkad, med mindre än två invånare per kvadratkilometer.